# Adrian Zandberg

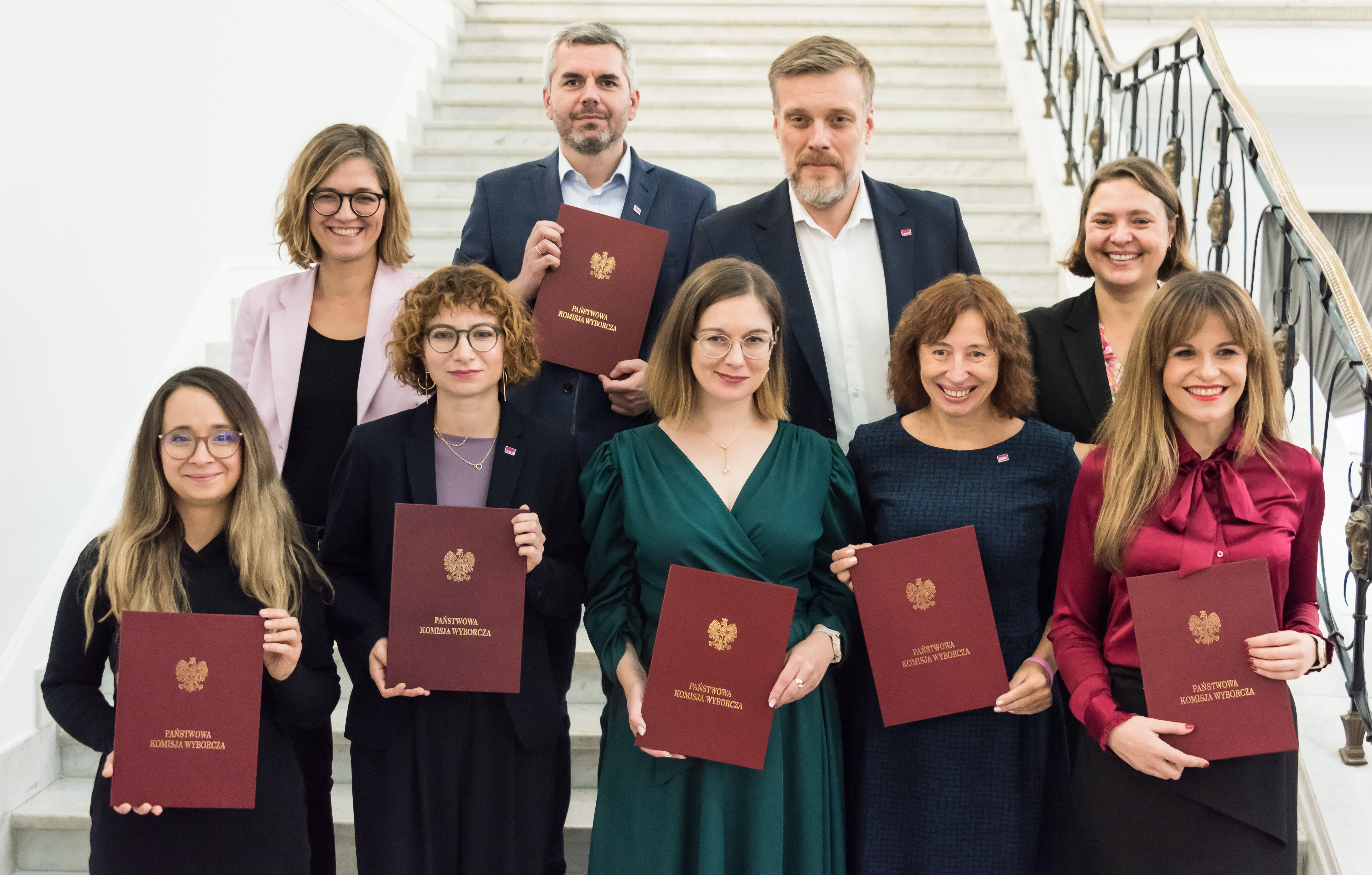
Adrian Zandberg (drugi z prawej w górnym rzędzie) z parlamentarzystami Razem wybranymi w wyborach w 2023 w Sejmie

Adrian Tadeusz Zandberg (ur. 4 grudnia 1979 w Aalborgu) – polski polityk, historyk, programista i nauczyciel akademicki, doktor nauk humanistycznych, poseł na Sejm IX i X kadencji (od 2019), współzałożyciel Partii Razem i jej współprzewodniczący od 2022. Kandydat na urząd prezydenta RP w wyborach w 2025.

## Życiorys

### Młodość i wykształcenie
Urodził się 4 grudnia 1979 w Aalborgu w Danii, dokąd jego ojciec i matka wyemigrowali kolejno z Polski w 1969 i w latach 70. W 1986 po śmierci dziadka przybył z rodzicami do Warszawy, dorastał na Mokotowie i Ursynowie. Wystąpił jako aktor dziecięcy w jednym z odcinków serialu Ballada o Januszku z 1988. Uczęszczając do szkoły podstawowej, uczył się wraz z matką programowania w języku BASIC na komputerze ZX Spectrum. Był wśród pierwszych osób w Polsce korzystających z Internetu poprzez połączenie ustanowione w drugiej połowie 1991 między Uniwersytetem Warszawskim i Uniwersytetem Kopenhaskim. W szkole podstawowej przeskoczył dwie klasy. Współtworzył polską sekcję Marxists Internet Archive w protokole Gopher (okres 1993–1995). W 1997 ukończył prywatne Autorskie Liceum Ogólnokształcące nr 42 w Warszawie. Był stypendystą Krajowego Funduszu na rzecz Dzieci.
Studiował prawo i historię na Uniwersytecie Warszawskim. Studiów prawniczych nie ukończył, absolwentem studiów historycznych został w 2002. W 2007 uzyskał na Wydziale Historycznym UW stopień doktora nauk humanistycznych na podstawie rozprawy pt. Organizacje i ruchy społeczne wokół partii socjaldemokratycznych w Niemczech i w Wielkiej Brytanii przed pierwszą wojną światową, napisanej pod kierunkiem Anny Żarnowskiej.

### Działalność zawodowa
Pracował jako nauczyciel akademicki na Wydziale Kultury Japonii Polsko-Japońskiej Akademii Technik Komputerowych, a także w Wyższej Szkole Komunikowania, Politologii i Stosunków Międzynarodowych w Warszawie. W ramach własnej działalności gospodarczej zajmował się programowaniem aplikacji mobilnych dla amerykańskich firm z branży teleinformatycznej.
W pracy naukowej zajął się historią ruchu robotniczego, a także historią medycyny i leczenia uzależnień. Artykuł na ten temat opublikował w wydawanym przez Cambridge University Press piśmie „Medical History”. Publikował również w pismach „Meander”, „Przegląd Historyczny” i „Dzieje Najnowsze”.

### Działalność polityczna

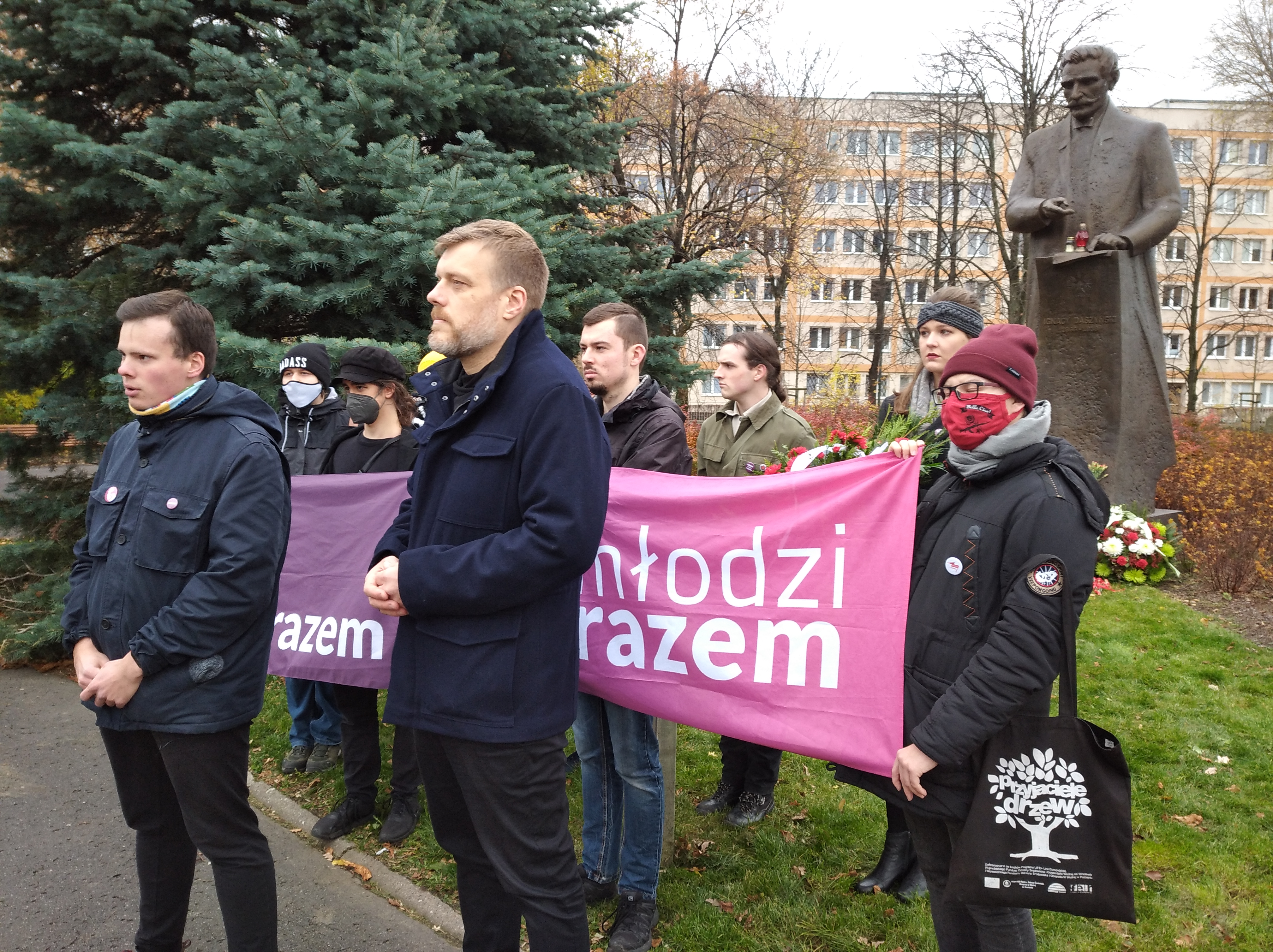
Adrian Zandberg w trakcie obchodów 103. rocznicy powołania Tymczasowego Rządu Ludowego Republiki Polskiej (2021)

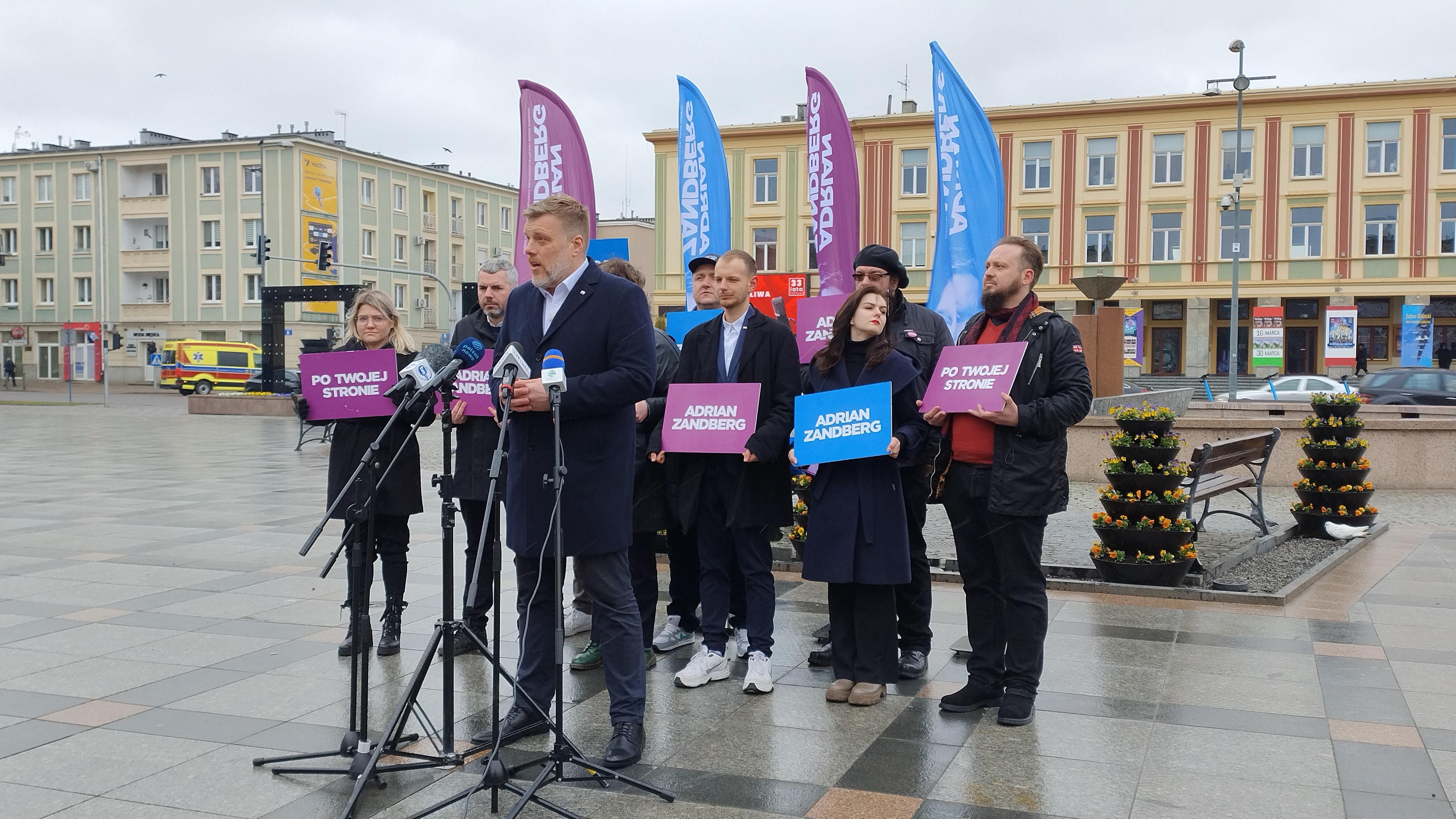
Adrian Zandberg podczas konferencji prasowej w Mielcu (marzec 2025)

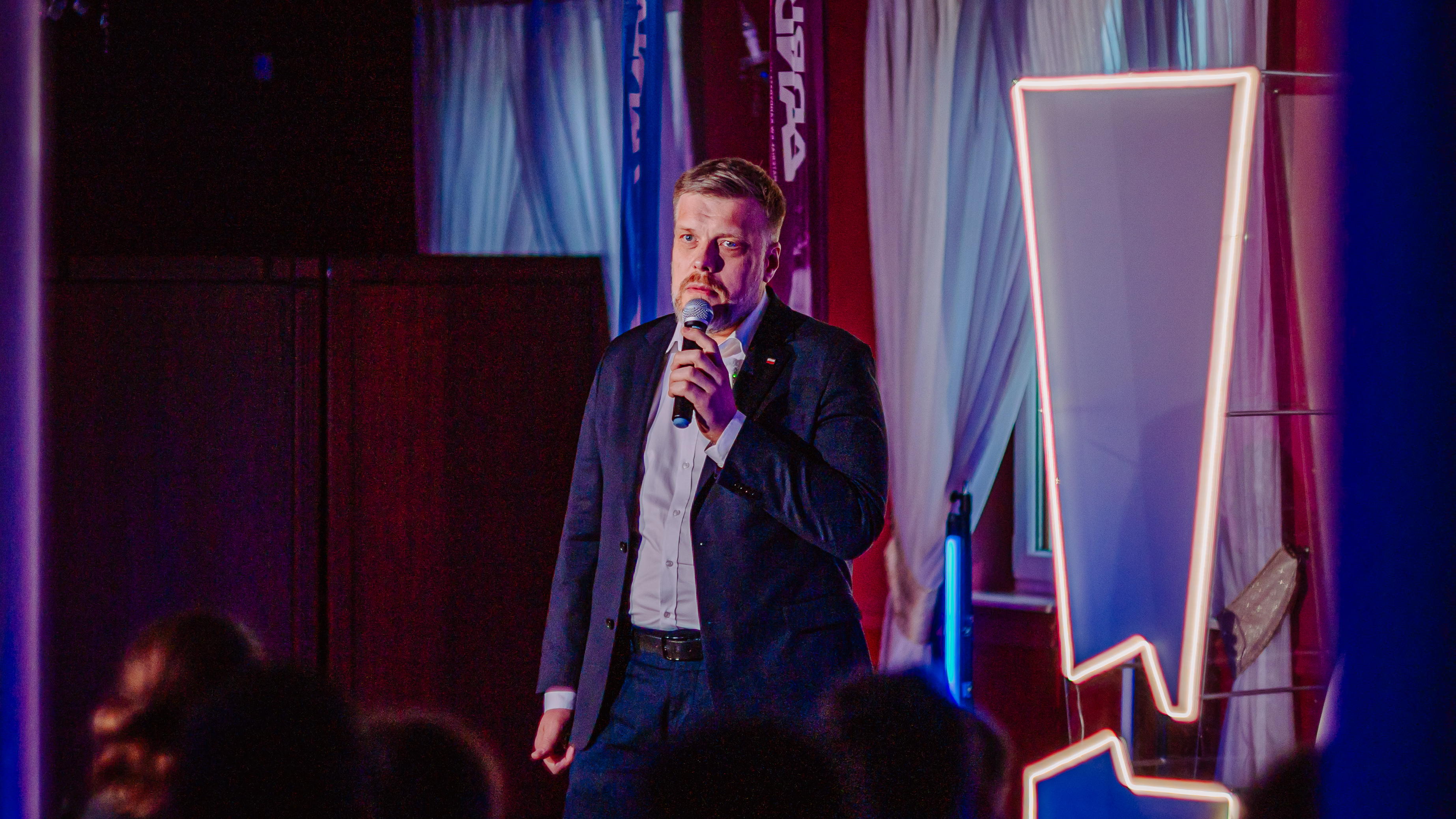
Adrian Zandberg podczas spotkania przedwyborczego w Lubartowie (kwiecień 2025)

Sympatię polityczną do Solidarności Pracy przejął po matce i babce, z którymi mieszkał po rozwodzie rodziców. Jako wczesną inspirację dla własnej działalności wskazał wystąpienia Ryszarda Bugaja i Aleksandra Małachowskiego, liderów Unii Pracy (którą w 1992 współtworzyła Solidarność Pracy), w Sejmie lat 90. XX wieku. Współpracował z liderem Polskiej Partii Socjalistycznej Piotrem Ikonowiczem w jego kampanii wyborczej przed wyborami prezydenckimi w 2000. Broniąc pozycji alterglobalistycznych naprzeciw Bronisława Geremka podczas debaty w założonym przez Izabelę Jarugę-Nowacką i Marka Balickiego w 2000 Klubie Dialogu Politycznego im. Zofii Kuratowskiej, poznał Jacka Kuronia, który sympatyzował wówczas z ruchem alterglobalistycznym. Wraz z nim uczestniczył w założeniu we wrześniu 2001 polskiego stowarzyszenia ATTAC na rzecz opodatkowania obrotów kapitałowych. Został najbliższym uczniem Jacka Kuronia, który zamierzał powierzyć mu zorganizowanie Ruchu Obywatelskiego Obrony Człowieka, inicjatywy ogłoszonej w październiku 2001 i związanej z projektem ustawy o powszechnym systemie rad pracowniczych. W listopadzie 2001 wspólnie opublikowali w „Gazecie Wyborczej” artykuł III RP dla każdego. Postawili w nim tezę o deficycie demokracji, wskazując na funkcjonowanie w Polsce „dzikiego, ale i państwowego kapitalizmu” i na „wyrwanie się wielkiego kapitału spod demokratycznej kontroli społeczeństw” wraz z odchodzeniem do przeszłości „kompromisu między pracą a kapitałem” właściwego epoce przemysłowej. Zaproponowali wówczas uruchomienie obywatelskiej debaty nad kierunkiem dalszego rozwoju. W 2002 Adrian Zandberg wraz z Jackiem Kuroniem i Karolem Modzelewskim protestował w Ożarowie Mazowieckim przeciwko pobiciu pracowników Fabryki Kabli im. Mariana Buczka blokujących likwidację zakładu przez nowego właściciela, firmę Tele-Fonika. Współredagował także list „Do przyjaciół alterglobalistów”, odczytany przez Jacka Kuronia podczas protestów przed Europejskim Forum Gospodarczym w Warszawie (28–30 kwietnia 2004), w przededniu akcesji Polski do Unii Europejskiej.
Był członkiem Unii Pracy. Do organizacji młodzieżowej tej partii – Federacji Młodych UP – wstąpił po ukończeniu liceum. W wyborach samorządowych w 1998 bezskutecznie ubiegał się o mandat radnego gminy Warszawa-Ursynów z listy koalicji Przymierze Społeczne. Z ramienia FM UP podpisał protest przeciwko wycofaniu dotacji Narodowego Funduszu Ochrony Środowiska dla dwutygodnika ekologicznego „Zielone Brygady” w marcu 2000. Pełnił funkcję przewodniczącego FM UP, w której jego zastępczynią była Barbara Nowacka. Był współorganizatorem protestów przeciwko pomysłom likwidacji nieodpłatnych studiów oraz wysyłaniu polskich żołnierzy na wojnę do Iraku (jako jeden z nielicznych w Polsce krytyków amerykańskich inwazji w Afganistanie i Iraku obok Jacka Kuronia i Artura Domosławskiego), a także w 2001 jednym z założycieli portalu Lewica.pl. W kwietniu 2005 odszedł z Unii Pracy z większością członków młodzieżówki, sprzeciwiając się firmowaniu przez partię liberalnej polityki gospodarczej koalicjanta SLD i upatrując szansy na realizację lewicowych postulatów w budowie niezależnej formacji. W 2005 współtworzył z Izabelą Jarugą-Nowacką Unię Lewicy III RP, wchodząc do jej zarządu. Opuścił partię w tym samym roku wobec podjęcia przez nią współpracy z SLD. Również w 2005 współtworzył na bazie lewego skrzydła FM UP stowarzyszenie Młodzi Socjaliści, które prowadziło edukację polityczną dla swoich członków przy wsparciu finansowym niemieckiej Fundacji im. Róży Luksemburg i działało do października 2015. W 2009 przystąpił do Polskiej Partii Socjalistycznej wraz z grupą działaczy stowarzyszenia, którą poprowadził do startu w wyborach do Parlamentu Europejskiego w czerwcu 2009 w okręgu nr 3. W lipcu 2009 został wybrany do prezydium Rady Naczelnej PPS. Opuścił partię z tą grupą na mocy uchwały Młodych Socjalistów z 17 lipca 2010 w związku z rezygnacją PPS z udziału w wyborach samorządowych. W styczniu 2010 założył z grupą działaczy MS, Lewicowej Alternatywy i osób niezrzeszonych Warszawską Kooperatywę Spożywczą. W maju 2015 współtworzył Partię Razem, zasiadł w jej zarządzie krajowym, odpowiadał za stronę internetową i media społecznościowe tego ugrupowania. W wyborach parlamentarnych w 2015 kandydował do Sejmu z pierwszego miejsca na jej liście w okręgu warszawskim, zdobywając 49 711 głosów (co stanowiło 4,54% głosów oddanych w okręgu). Nie uzyskał wówczas mandatu – Partia Razem nie osiągnęła w tych wyborach progu wyborczego. Jego występ w przedwyborczej debacie liderów ośmiu ugrupowań 20 października 2015 sprawił, że przez niektóre media uznany został za zwycięzcę tej debaty i za nową twarz lewicy. Pojawiły się także opinie, że tym występem pozyskał dodatkowe poparcie dla Partii Razem kosztem Zjednoczonej Lewicy, której zabrakło 0,45 punktu procentowego do przekroczenia progu wyborczego dla koalicji. Inni komentatorzy, w tym liderka Zjednoczonej Lewicy Barbara Nowacka, wskazywali jednak, że większość wyborców Partii Razem stanowiły osoby niegłosujące wcześniej na partie wchodzące w skład ZL, a popularność tej koalicji malała już od dłuższego czasu. W wyborach w 2019 Adrian Zandberg bezskutecznie ubiegał się o mandat posła do Parlamentu Europejskiego z listy koalicyjnego komitetu Lewica Razem. Po wyborach nazwę tę przyjęła jego partia. W wyborach parlamentarnych w tym samym roku kandydował (w ramach projektu politycznego Lewica) z pierwszego miejsca listy Sojuszu Lewicy Demokratycznej w okręgu warszawskim. Został wybrany na posła IX kadencji, otrzymując 140 898 głosów (10,2% oddanych w okręgu). Był członkiem Komisji Gospodarki i Rozwoju, Komisji Cyfryzacji, Innowacyjności i Nowoczesnych Technologii, a także przewodniczącym Polsko-Duńskiej Grupy Parlamentarnej.
27 listopada 2022 razem z Magdaleną Biejat został współprzewodniczącym partii Lewica Razem. W wyborach w 2023 z powodzeniem ubiegał się o poselską reelekcję, kandydując jako lider warszawskiej listy Nowej Lewicy (w ramach porozumienia NL z jego formacją) i zdobywając 64 435 głosów.

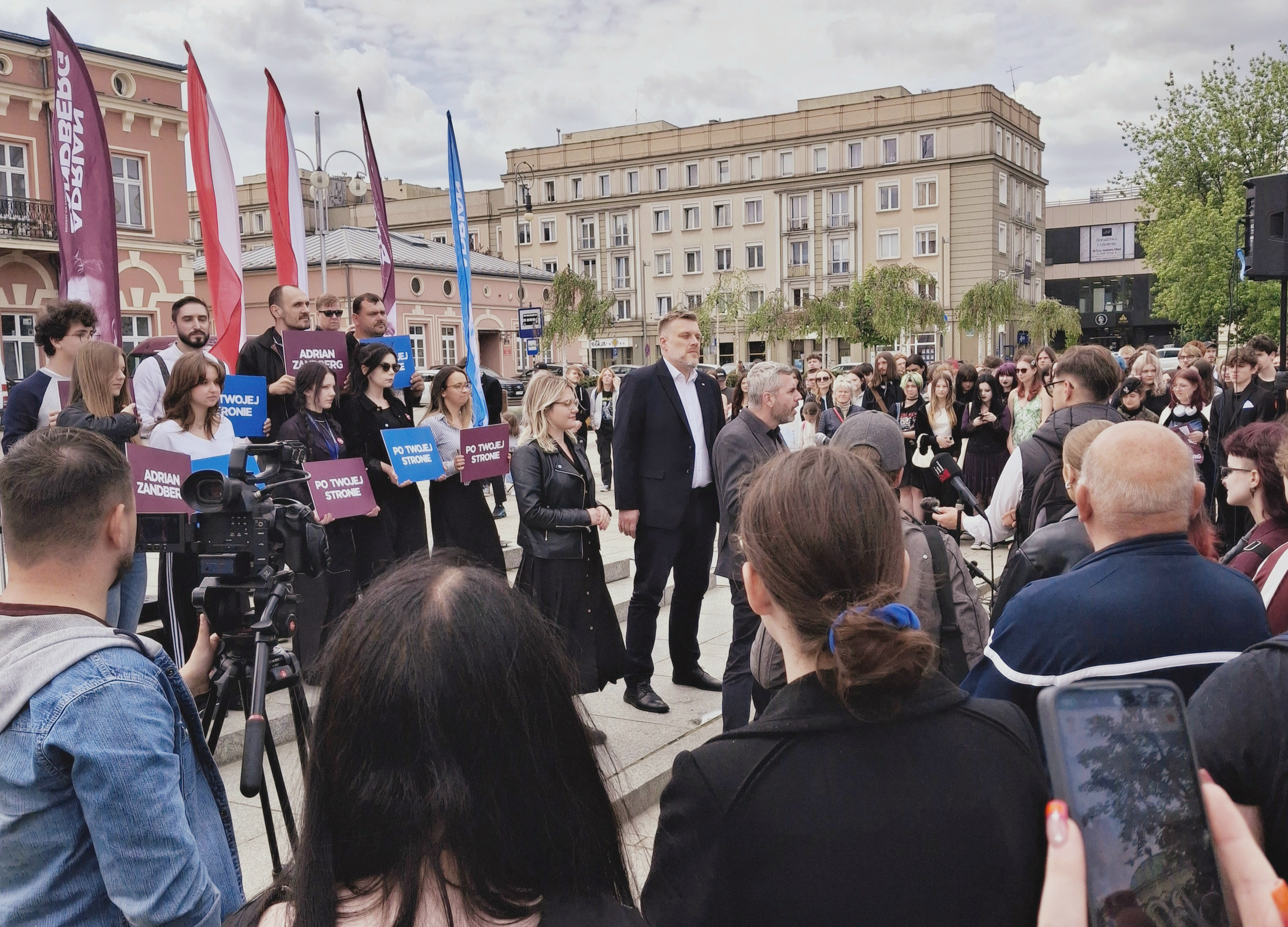
Adrian Zandberg podczas wiecu w Częstochowie (maj 2025)

W czerwcu 2024 odrzucił propozycję przekazania mu przez Krzysztofa Gawkowskiego z Nowej Lewicy stanowiska wicepremiera w trzecim rządzie Donalda Tuska, uzależniając wejście swojej partii do Rady Ministrów od zagwarantowania w umowie koalicyjnej realizacji postulatów określonych „cywilizacyjnymi” (m.in. sukcesywnego podnoszenia pensji w sektorze publicznym, skrócenia ustawowego czasu pracy, zwiększenia nakładów na służbę zdrowia, przeznaczenia 1% PKB na budownictwo mieszkaniowe i liberalizacji prawa aborcyjnego). W październiku tego samego roku wraz z czwórką posłów, którzy pozostali w Razem, opuścił Koalicyjny Klub Parlamentarny Lewicy i współtworzył koło Razem. Jednocześnie ugrupowanie powróciło do nazwy „Partia Razem”. Kilka tygodni później został ponownie wybrany na współprzewodniczącego partii.
11 stycznia 2025 został ogłoszony kandydatem Partii Razem w wyborach prezydenckich w 2025; jego kandydatura została zarejestrowana przez PKW 24 marca 2025. Wziął udział w dwóch debatach prezydenckich zorganizowanych przez Telewizję Republika, których terminy przypadły na 4 kwietnia i 9 maja 2025. 28 kwietnia 2025 był uczestnikiem debaty w studiu Super Expressu, a 12 maja 2025 w studiu Telewizji Polskiej. W pierwszej turze otrzymał 952 832 głosów (4,86%), zajmując 6. miejsce. W drugiej turze nie udzielił poparcia żadnemu kandydatowi.

## Rodzina i życie prywatne
Jest synem Piotra (1949–2003) (handlowca) i Ewy (prawniczki). Ma przyrodniego brata Michaela, zamieszkałego w Danii i aktywnego politycznie. Jego babka ojczysta, Krystyna z domu Rodziewicz (1927–1978), była łączniczką Oddziału V Komendy Głównej Armii Krajowej w stopniu strzelca-plutonowego w powstaniu warszawskim, odznaczona Krzyżem Walecznych, po wyzwoleniu z niemieckiego obozu jenieckiego i złożeniu matury w Wielkiej Brytanii powróciła w 1947 do Polski, gdzie poślubiła w 1948 Józefa Zandberga i ukończyła studia lekarskie. Jej matka Zofia kierowała powstańczą komórką łączności. Dzienniki Krystyny Rodziewiczówny z lat niewoli i emigracji (1944–1946) przechowuje Biblioteka Narodowa.
Jego pradziadkiem był pochodzący z Łodzi mec. Bolesław Zandberg (1897–1982), student i późniejszy asystent na Seminarium Kryminologii Wolnej Wszechnicy Polskiej, a następnie pracownik Głównego Urzędu Statystycznego. W latach 30. i w PRL pełnił stanowiska zarządcze w hotelarstwie. Był synem kupca Abrama Icka (Adama) Zandberga (1865-1920) oraz Lai (Leokadii) z Frenkielów (1866-1919), będących wyznania mojżeszowego. 1 lutego 1923 w kościele św. Aleksandra w Warszawie przyjął chrzest w religii rzymskokatolickiej.
Adrian Zandberg odwołuje się do tradycji samoorganizacyjnych polskiej inteligencji o sympatiach ludowych z przełomu XIX i XX wieku. Jego prapradziadek Piotr Chryzostom Danysz (1859–1924), syn mieszczanina pniewskiego Antoniego, dzierżawcy majątku plebańskiego we Wronkach, był starszym bratem mikrobiologa Jana Danysza. Piotr Danysz przeniósł się przed 1888 z Wielkopolski do Królestwa Polskiego, gdzie dzierżawił kolejno majątki Wiśniew i Brusów. Współpracował z socjalistą Edwardem Abramowskim w organizowaniu spółdzielczości spożywczej, w tym Towarzystwa Kooperatystów (wydawcy tygodnika „Społem”) w 1906, należał do nielegalnego Polskiego Związku Ludowego działającego w latach 1904–1907, a następnie pisał do tygodnika ludowego „Zaranie” wydawanego w latach 1907–1915. Do pięciorga jego dzieci należała obok Zofii, matki Krystyny Zandberg, senatorka IV kadencji (1935–1938) i współzałożycielka Stronnictwa Demokratycznego w 1939 Regina Fleszarowa.
Na przełomie lat 90. i 2000. Adrian Zandberg był przez trzy lata związany z poznaną w FM UP Barbarą Nowacką. Żonaty z badaczką społeczną Barbarą Audycką-Zandberg, z którą ma dwoje dzieci: Olgę i Olafa.

## W kulturze popularnej
W serialu satyrycznym Ucho Prezesa w postać nawiązującą do Adriana Zandberga wcielił się Michał Floriańczyk.

## Wyniki w wyborach ogólnopolskich
| Wybory | Komitet wyborczy | Komitet wyborczy                                                       | Organ                            | Okręg        | Wynik            |
| ------ | ---------------- | ---------------------------------------------------------------------- | -------------------------------- | ------------ | ---------------- |
| 2015   |                  | Partia Razem                                                           | Sejm VIII kadencji               | nr 19        | 49 711 (4,54%)   |
| 2019   |                  | Lewica Razem                                                           | Parlament Europejski IX kadencji | nr 4         | 17 108 (1,23%)   |
| 2019   |                  | Sojusz Lewicy Demokratycznej                                           | Sejm IX kadencji                 | nr 19        | 140 898 (10,20%) |
| 2023   |                  | Nowa Lewica                                                            | Sejm X kadencji                  | nr 19        | 64 435 (3,76%)   |
| 2025   |                  | KW Kandydata na Prezydenta Rzeczypospolitej Polskiej Adriana Zandberga | Prezydent RP                     | Prezydent RP | 952 832 (4,86%)  |

## Publikacje naukowe
- „Leges de ambitu”. Rzymskie ustawodawstwo wyborcze u schyłku republiki, „Meander” 56.1/2 (2001), s. 103–126 i 56.3/4 (2001), s. 277–294
- Anarchistyczna Federacja Polski. Polscy anarchiści w dwudziestoleciu międzywojennym, „Przegląd Historyczny” 93/1 (2002), s. 31–52
- „Ociężali umysłowo, głupi oportuniści”. Wczesna brytyjska lewica radykalna wobec ruchu związkowego, „Dzieje Najnowsze” 38/1 (2006), s. 3–18
- „Villages … Reek of Ether Vapours”: Ether Drinking in Silesia before 1939, „Medical History(inne języki)” 54.3 (2010), s. 387–396
- Lecznictwo uzależnień w Polsce w latach 1918–1939, [w:] Dawna medycyna i weterynaria, t. 3: Pacjent, red. Mariusz Z. Felsmann, Józef Szarek i Mirosława Felsmann, Muzeum Ziemi Chełmińskiej, Chełmno 2011, s. 277–301
- „Niewolnicy strzykawki”, „czciciele koko”, „eteromani”… Środowisko konsumentów narkotyków w dwudziestoleciu międzywojennym, [w:] Margines społeczny Drugiej Rzeczypospolitej, red. Mateusz Rodak, Instytut Historii PAN, Warszawa 2013, s. 139–157